# 더 복서 (1997년 영화)
《더 복서》(영어: The Boxer)는 아일랜드에서 제작된 짐 셰리든 감독의 1997년 스포츠 드라마 영화이다. 대니얼 데이루이스, 에밀리 왓슨, 브라이언 콕스 등이 출연하였고, 아서 래핀 등이 제작에 참여하였다.

## 줄거리
전 아일랜드 공화국군 임시파(IRA) 권투 선수 32살 대니 플린은 14년 복역을 마치고 벨파스트로 돌아온다. 북아일랜드에서 계속되는 폭력의 연쇄에 질린 대니는 그 어느 파벌에도 속하지 않은 권투장을 시작한다. 건물을 수리하던 중 대니는 숨겨진 셈텍스를 발견하고, 이를 강에 버리면서 IRA 중위 해리의 분노를 산다. 대니가 수감 중인 IRA 남편을 둔 매기와 가까워지자 해리는 이를 매기의 아버지이며 지역 IRA 지휘관인 평화주의자 조의 권위를 뒤흔들 기회로 여긴다.

## 출연진
- 대니얼 데이루이스
- 에밀리 왓슨
- 브라이언 콕스
- 켄 스톳
- 제라드 맥솔리
- 이언 매컬헤니
- 키어런 피츠제럴드
- 로레인 필킹턴

## 기타 제작진
- 협력 제작: 나이 헤런
- 배역: 눌라 모이젤
- 미술: 브라이언 모리스
- 의상: 조앤 버긴